# Мочалов, Юрий Владимирович
Юрий Владимирович Мочалов (5 ноября 1948 — 7 октября 2014, Москва) — советский и российский актёр театра и кино.

## Биография
В 1974 году окончил Школу-студию МХАТ (курс А. М. Карева). Служил актёром Московского художественного академического театра им. М. Горького. Играл в таких спектаклях, как «Макбет», «Синяя птица», «Тамада», «Сталевары», «Наполеон в Кремле». В кино дебютировал в 1963 году в фильме «Выстрел в тумане». Снялся в 16 картинах. Писал сказки.
Урна с прахом захоронена в колумбарии Ваганьковского кладбища.

## Творчество

### Роли в театре
- «Синяя птица» М. Метерлинка — Отец. Режиссёры: Леопольд Сулержицкий, Константин Станиславский, Иван Москвин[4].
- «Макбет» — Кетнесс. Режиссёр: Валерий Белякович[5].
- «Тамада» Александра Галина — гость. Режиссёр: Кама Гинкас[6].
- «Сталевары» Геннадия Бокарева и М. Матусовского — бульдозерист. Режиссёр: Олег Ефремов[7].
- «Наполеон в Кремле» В. Ю. Малягина — купец-старообрядец. Режиссёр: Николай Пеньков[8].

### Роли в кино
- 1963 — Выстрел в тумане
- 1973 — Дела сердечные
- 1974 — Хождение по мукам. Полночь
- 1976 — Красное и чёрное
- 1977 — Чеховские страницы
- 1977 — Собственное мнение
- 1978 — Иванцов, Петров, Сидоров
- 1978 — Бархатный сезон
- 1978 — Мятежный «Орионъ» — Стива Бобрин
- 1979 — Расколотое небо
- 1981 — Родник
- 1982 — Семейное дело
- 1983 — Оглянись!
- 1984 — Право на выбор — Зеленцов
- 1987 — Запомните меня такой
- 1993 — Завтрак с видом на Эльбрус

## Награды
- Награждён медалью ордена «За заслуги перед Отечеством» II степени (1999)[9].

## Публикации
- Мочалов Ю. В. Сказки для флейты и виолончели. — М.: Норма, 1998[2].